# Kolonija
 Ovo je glavno značenje pojma Kolonija. Za druga značenja pogledajte Kolonija (razdvojba).
Pod kolonijom se u novom vijeku podrazumijeva osvojeni teritorij izvan područja matične države koji se najčešće nalazi na drugom kontinentu i koji nema vlastitu političku, vojnu ili gospodarsku vlast.
Pojam kolonija je blizak s pojmom kolonizacijom. Kod kolonizacije se u suštini radi o naseljavanju zemlje. Otuda je kolonija u širem smislu riječi skup osoba koje žive izvan svog područja naseljavanja. Osim toga, u području politike postoji potpuna ovisnost o "zemlji matici".
Stvaranje kolonija je najznačajniji instrument širenja moći imperijalističkih država.
U Staroj Grčkoj, kolonije bi se osnivale kada bi polisi postali prenapučeni.